# Långsporig kryptolav
Långsporig kryptolav (Absconditella annexa) är en lavart som först beskrevs av Arnold, och fick sitt nu gällande namn av V?zda. Långsporig kryptolav ingår i släktet Absconditella, och familjen Stictidaceae. Arten är reproducerande i Sverige.